# Кармишево
Карми́шево (рос. Кармышево, башк. Ҡармыш) — село у складі Альшеєвського району Башкортостану, Росія. Входить до складу Кармишевської сільської ради.
Населення — 651 особа (2010; 687 в 2002).
Національний склад:
- башкири — 100 %